# Cupa Alexandru Bellio 1911/12
Die Cupa Alexandru Bellio 1911/12 war das 3. Turnier in der Geschichte der rumänischen Fußballmeisterschaft. Die insgesamt sechs Spiele des Wettbewerbs wurden zwischen dem 9. September 1911 und dem 26. Februar 1912 ausgetragen.
| Pl. | Verein             | Sp. | S | U | N | Tore    | Quote | Punkte |
| --- | ------------------ | --- | - | - | - | ------- | ----- | ------ |
| 1.  | United Ploiești    | 4   | 3 | 1 | 0 | 014:800 | 1,75  | 07:10  |
| 2.  | Colentina Bukarest | 4   | 1 | 1 | 2 | 010:130 | 0,77  | 03:50  |
| 3.  | Olympia Bukarest   | 4   | 1 | 0 | 3 | 010:130 | 0,77  | 02:60  |

| 1911/12            | UTD | COL | OLY |
| United Ploiești    |     | 6:2 | 4:3 |
| Colentina Bukarest | 1:2 |     | 3:3 |
| Olympia Bukarest   | 2:2 | 2:4 |     |

## Sonstiges
Die im späteren Verlauf des Jahres ausgetragene Cupa Hans Herzog 1912, die ebenfalls United Ploiești gewann, wurde nicht in die Reihe der rumänischen Fußballmeisterschaften aufgenommen.